# Mile (Jajce)
Pour les articles homonymes, voir Mile.
Mile (en cyrillique : Миле) est un village de Bosnie-Herzégovine. Il est situé dans la municipalité de Jajce, dans le canton de Bosnie centrale et dans la fédération de Bosnie-et-Herzégovine. Selon les premiers résultats du recensement bosnien de 2013, il compte 1 079 habitants.

## Démographie

### Évolution historique de la population
| 1948 | 1953 | 1961 | 1971 | 1981  | 1991  | 2013  |
| ---- | ---- | ---- | ---- | ----- | ----- | ----- |
| -    | -    | 728  | 835  | 1 061 | 1 270 | 1 079 |

|  |

### Communauté locale
En 1991, la communauté locale de Mile comptait 2 476 habitants, répartis de la manière suivante :